# Kompilator
Als Kompilator (von lateinisch compilator „Plünderer“) wird ein Autor bezeichnet, dessen Arbeit im Wesentlichen aus dem Sammeln oder Zusammenstellen von Werken oder Zitaten anderer Autoren besteht.
Das Resultat solcher Arbeit wird als Kompilat oder Kompilation bezeichnet. Typischerweise besteht ein solches Werk weitgehend aus Zitaten oder lose verbundenen, weitgehend wörtlich übernommenen Abschnitten aus den Werken anderer. Die Bezeichnung eines Autors als Kompilator ist daher häufig abwertend gemeint.
In der Antike wurde compilator als Spottname des Vergil gebraucht, da er sich weitgehend an Homer angelehnt habe.
In der Philologie, insbesondere der Spätantike und des Mittelalters, wird der Begriff allerdings auch ganz wertneutral gebraucht, z. B. tragen die älteren Dekretalensammlungen vor der Redaktion des Liber Extra den Titel V compilationes antiquae.